# Gallo di Barcelos

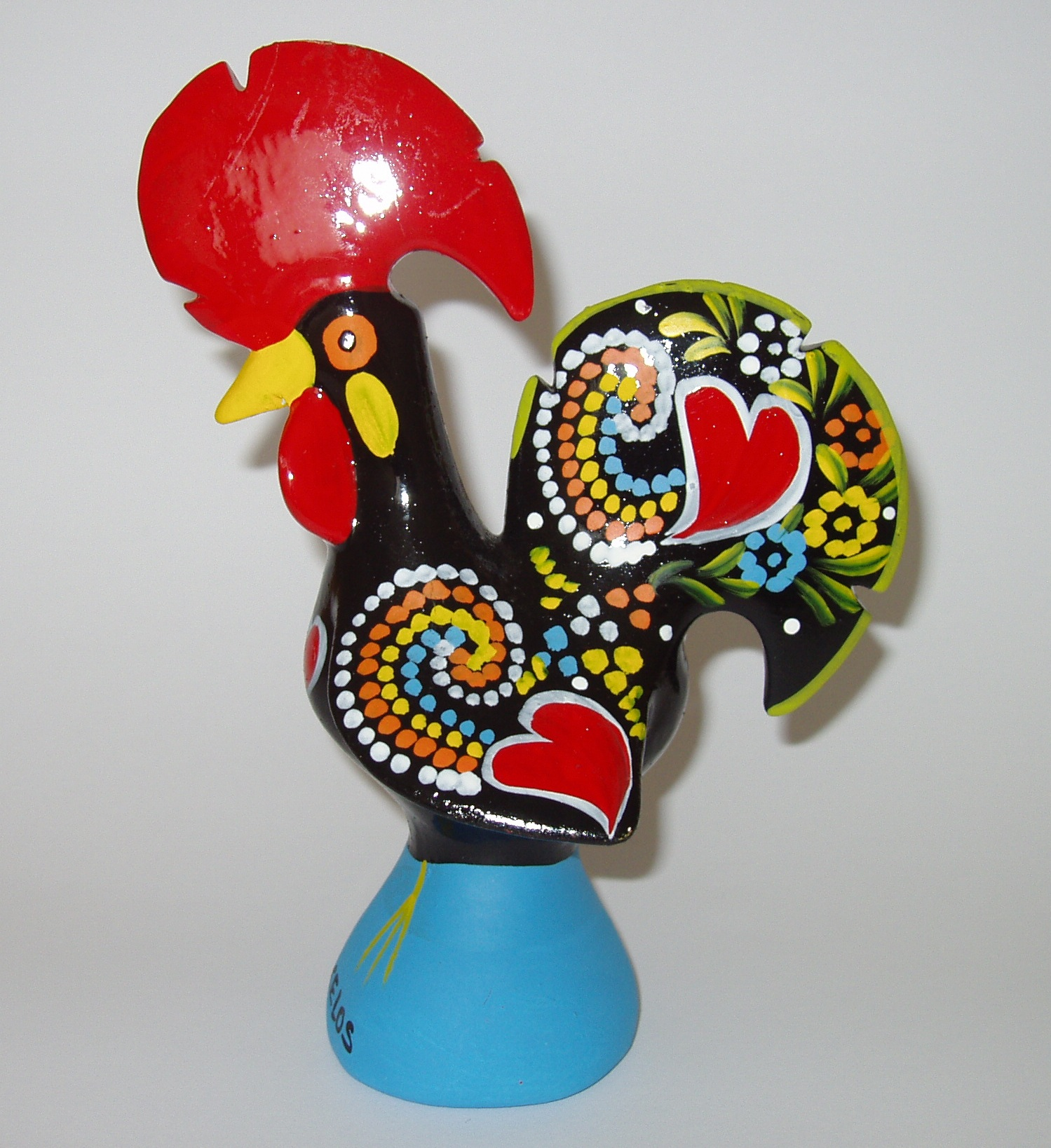
Il gallo di Barcelos

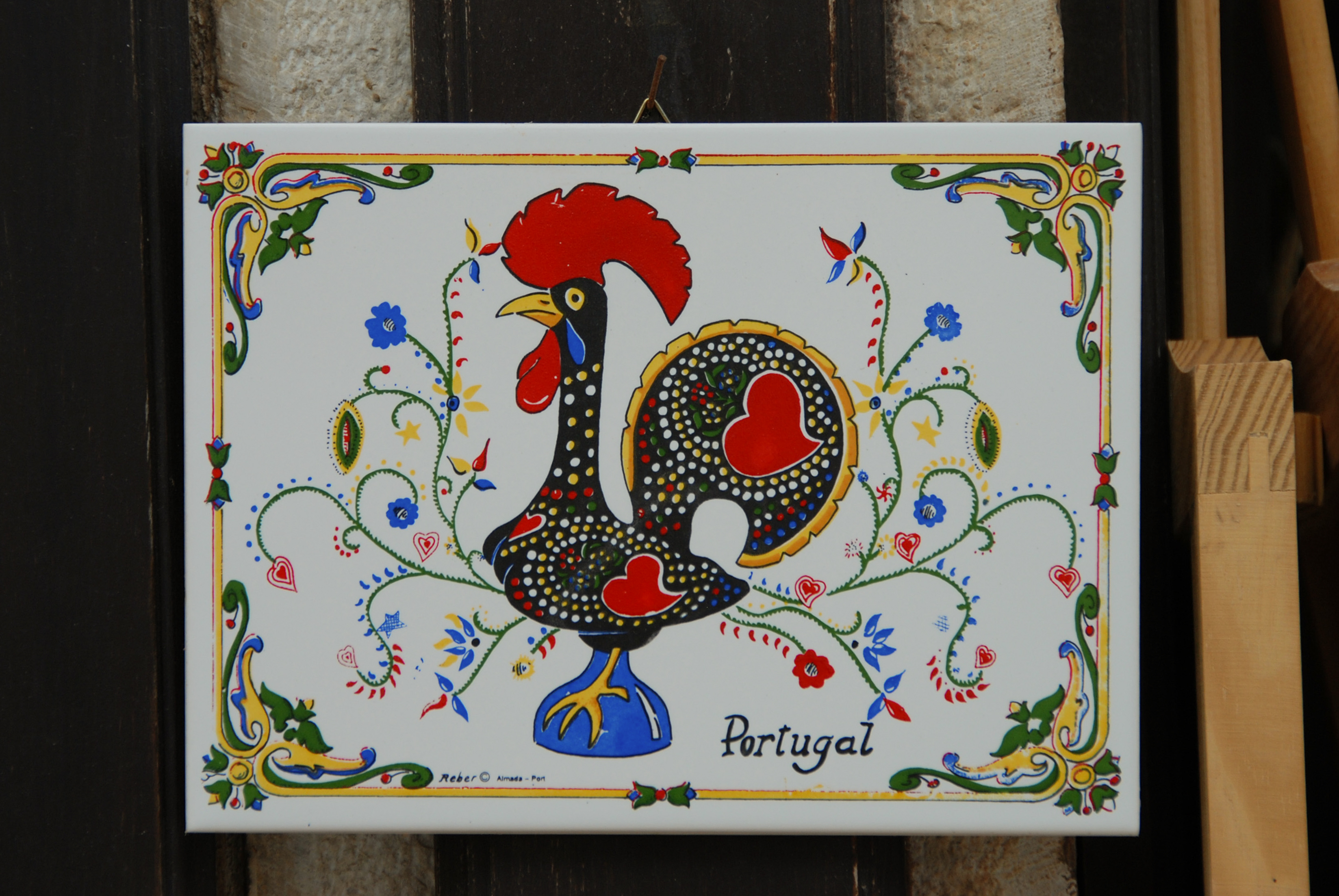
Azulejo raffigurante il gallo di Barcelos

Il gallo di Barcelos (in portoghese: galo de Barcelos) è una figura leggendaria del folclore portoghese, legata in particolare alla città di Barcelos, nel Minho (Portogallo settentrionale), ma in seguito diventato un simbolo dell'intero Paese, che si ritrova in vari souvenir.

## La leggenda
La leggenda racconta di un pellegrino galiziano che, mentre stava facendo ritorno a Santiago di Compostela, fu arrestato e condannato a morte nella città di Barcelos con l'accusa di aver rubato dell'argento a un proprietario terriero locale.
Il condannato, che si proclamava innocente, si precipitò dal giudice con l'intenzione di chiedere la grazia. In quel momento, quest'ultimo stava pranzando, intento a consumare un gallo arrosto: il condannato affermò di essere certo della propria innocenza così come era certo che il gallo si sarebbe alzato dal piatto per provare la sua innocenza, ma il giudice non gli credette.
Tuttavia, proprio mentre il pellegrino stava per essere impiccato, il gallo si alzò e iniziò a cantare. Il giudice si precipitò sul luogo del patibolo e appurò che il condannato era ancora vivo perché il nodo non era stato stretto sufficientemente.
In seguito il pellegrino galiziano avrebbe fatto ritorno a Barcelos, dove avrebbe intagliato il cosiddetto Cruzeiro do Senhor do Galo, ovvero il "crocifisso del signore del gallo", crocifisso conservato nel museo archeologico locale.

## Il gallo di Barcelos nella cultura di massa

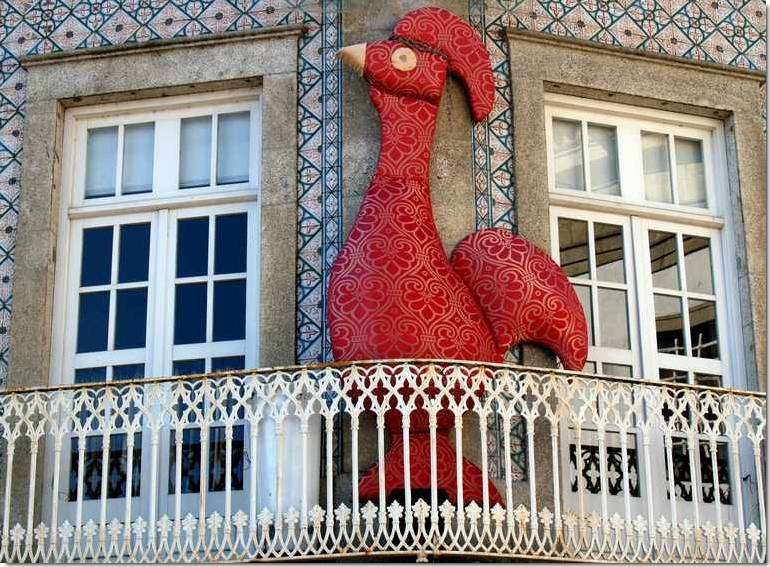
Riproduzione del gallo di Barcelos nel balcone di una casa

Nel 1935, la figura del gallo di Barcelos apparve in una mostra d'arte internazionale tenutasi a Ginevra.
Il gallo di Barcelos divenne simbolo dell'identità culturale portoghese intorno agli anni cinquanta-sessanta del XX secolo.
A partire poi dagli anni ottanta, il gallo di Barcelos, da figura del folcolore qual era, divenne piuttosto un simbolo turistico del Portogallo. Si ritrova così in immagini pubblicitarie che promuovono il turismo in Portogallo.

### Cinema e fiction

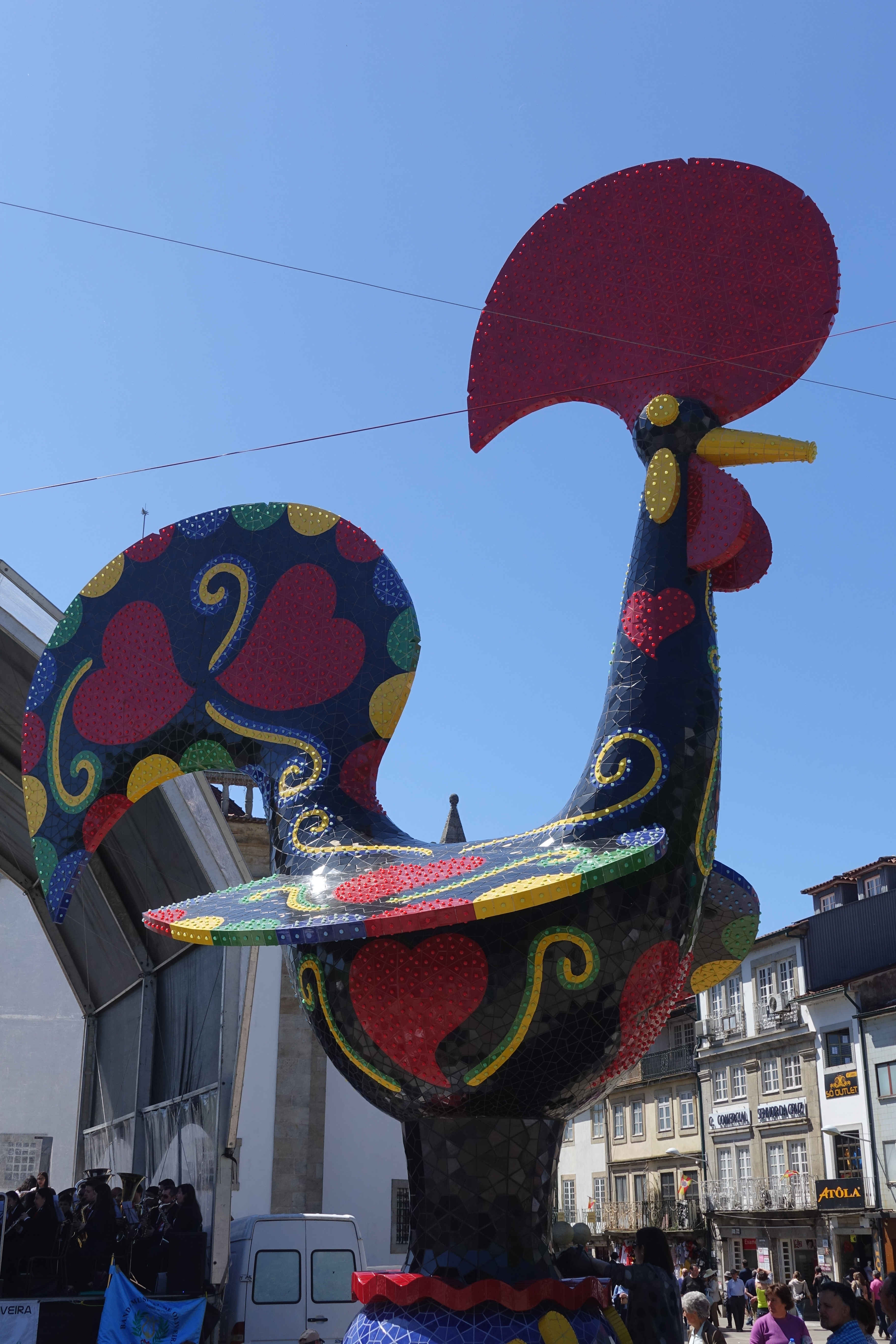
Il Pop Galo di Joana Vasconcelos a Barcelos (dicembre 2018 - settembre 2019)

- Il Pop Galo di Joana Vasconcelos a Barcelos (dicembre 2018 - settembre 2019)Galo de Barcelos: The Chicken of Portugal è un cortometraggio realizzato nel 2004 e diretto dal regista Dylan Akio Smith.[4]